# Passiflora arbelaezii
Passiflora arbelaezii är en passionsblomsväxtart som beskrevs av Uribe. Passiflora arbelaezii ingår i släktet passionsblommor, och familjen passionsblomsväxter. Inga underarter finns listade i Catalogue of Life.